# Forrest Gump (novela)
Forrest Gump es una novela de 1986 de Winston Groom. El personaje principal vuelve a contar aventuras que van desde los campeonatos de pesca de camarones y de ping pong hasta pensar en el amor de su infancia, mientras avanza a trompicones por la historia de Estados Unidos, con todo, desde la Guerra de Vietnam hasta el fútbol universitario, que se convierte en parte de la historia.
Gump es retratado como viendo el mundo de manera simple y veraz. No sabe lo que quiere hacer en la vida, pero a pesar de su bajo coeficiente intelectual parece estar lleno de sabiduría. Dice que "puede pensar las cosas bastante bien", pero cuando intenta "decirlas o escribirlas, sale un poco como gelatina". Sus habilidades matemáticas como un sabio idiota y hazañas de fuerza lo llevan a todo tipo de aventuras. 
En 1994, Paramount Pictures adaptó la historia y la lanzó en forma de una película con el mismo nombre dirigida por Robert Zemeckis. Forrest fue interpretado por Tom Hanks y la película ganó varios Premios Óscar.

## Trama
Forrest Gump, que lleva el nombre del gran mago del Ku Klux Klan Nathan Bedford Forrest, narra la historia de su vida. El autor utiliza errores ortográficos y gramaticales para indicar su acento sureño, su educación y sus discapacidades cognitivas. Mientras vive en Mobile, Alabama, Forrest conoce a Jenny Curran en primer grado y la acompaña a casa. Luego se convirtieron en los mejores amigos.
Para cuando Forrest tiene dieciséis años, mide 1,98 m, pesa 110 kg y juega fútbol americano en la escuela secundaria. La señorita Henderson, de quien Forrest está enamorado, le da lecciones de lectura. Lee a Mark Twain  en Las aventuras de Tom Sawyer y otros dos libros que no se acuerda. Mientras disfruta de los libros, que no le va bien en las pruebas.
Gana popularidad como jugador de fútbol, formando parte del equipo All State. Cuando Forrest es llamado a la oficina del director, conoce a Bear Bryant , quien le pregunta si había considerado jugar fútbol americano universitario. Después de la escuela secundaria, Forrest toma una prueba en un centro de reclutamiento del ejército local y se le dice que está "temporalmente diferido".
Forrest y Jenny se reencuentran en la universidad. Van a ver a Bonnie y Clyde y tocan juntos en una banda de música folclórica en Student Union, haciendo versiones de canciones de Joan Baez, Bob Dylan y Peter, Paul y Mary.
Forrest fracasa en la Universidad de Alabama después de un semestre. Él y su amigo Bubba se unen al ejército, pero Bubba muere en la Guerra de Vietnam. Conoce al teniente Dan, que ha perdido las piernas, en la enfermería.
También juega en un campeonato de ping-pong en China. Luego trabaja para la NASA como astronauta con un mayor y un orangután, después de meterse en problemas por participar en una protesta contra la guerra en Washington. Forrest también tiene breves carreras como campeón de ajedrez, doble de riesgo con una Raquel Welch desnuda en Hollywood y como luchador profesional llamado "The Dunce".
Llega un momento en el que Forrest encuentra a un vietnamita durante su estancia en Vietnam y se da cuenta de que puede criar camarones en un simple estanque o laguna. Todo lo que necesita hacer es recolectar camarones y ponerlos en una masa de agua, arrojar alimento a un estanque y dejar que la naturaleza siga su curso. Finalmente termina con un negocio de camarones con un nombre en honor a Bubba. Le regala la empresa a la familia y los trabajadores de Bubba y decide seguir su propio camino, frustrado por las complicaciones que esto agregó a su una vez simple vida.
Al final del libro, Forrest termina con Dan y un orangután macho llamado "Sue" viviendo la vida siendo una banda de un solo hombre, pidiendo un cambio, mientras duerme en un banco verde.

## Recepción crítica
La novela vendió inicialmente unas 10.000 copias antes de desvanecerse. Vendió más de un millón de copias después de la adaptación cinematográfica. 
En una reseña de un libro de 1986 de Kirkus Reviews, el crítico anónimo calificó el libro como un "intento torpe y caído de una novela picaresca" y lo resumió; "Una novela de mano dura y de un solo chiste que, finalmente, es una trampa".  Una revisión contemporánea de Publishers Weekly reconoció el "humor en el objetivo aquí", pero resumió que el autor "ha escrito mejores libros que este".

## Adaptación cinematográfica
La novela fue adaptada a un largometraje por Paramount Pictures en 1994.
Antes de convertirse en una película ganadora de Premios Óscar, la novela vendió aproximadamente 30.000 copias. 
La película no menciona que Forrest sea alguien con síndrome de sabio y desinfecta su vida sexual y las blasfemias del personaje. Según el autor, la película "le quitó algunas asperezas" a Forrest, a quien imaginó interpretado por John Goodman.
La película aprovecha en gran medida los efectos especiales para que los personajes interactúen con personas reales de la historia. Omite su tiempo con la NASA y algunas de sus otras carreras, así como su tiempo con los caníbales y el simio llamado Sue.